# Prey (film, 2019)
Pour les articles homonymes, voir Prey.
Pour plus de détails, voir Fiche technique et Distribution.
Prey est un film américain réalisé par Franck Khalfoun, sorti en 2019.

## Synopsis
Poursuivi par une force mystérieuse, un jeune homme doit survivre sur une île sauvage.

## Fiche technique
- Titre : Prey
- Réalisation : Franck Khalfoun
- Scénario : David Coggeshall et Franck Khalfoun
- Musique : Richard Breakspear
- Photographie : Eric Robbins
- Montage : Josiah Thiesen
- Production : Ashok Amritraj, Jason Blum, Travis Cluff et Chris Lofing
- Société de production : Blumhouse Productions, Hyde Park Entertainment et Tremendum Pictures
- Pays de production :  États-Unis
- Genre : Aventure, horreur, thriller
- Durée : 85 minutes
- Date de sortie : 
  - États-Unis : 27 septembre 2019 (Internet)[1]

## Distribution
- Logan Miller : Toby Burns
- Kristine Froseth : Madeleine
- Jolene Anderson : la mère de Madeleine
- Jerrica Lai : Kay
- Phodiso Dintwe : Cameron
- Anthony Jensen : David Burns
- Jody Mortara : Karen Burns
- Vela Cluff : Madeleine jeune
- Joey Adanalian : Toby jeune
- Travis Cluff : le père de Madeleine